# Морочин
Морочин (пол. Moroczyn) — село в Польщі, у гміні Грубешів Грубешівського повіту Люблінського воєводства. Населення — 311 осіб (2011).

## Історія
За даними етнографічної експедиції 1869—1870 років під керівництвом Павла Чубинського, у селі проживали греко-католики, які розмовляли українською мовою.
У 1975—1998 роках село належало до Замойського воєводства.

## Населення
Демографічна структура станом на 31 березня 2011 року:
|          | Загалом | Допрацездатний вік | Працездатний вік | Постпрацездатний вік |
| -------- | ------- | ------------------ | ---------------- | -------------------- |
| Чоловіки | 164     | 38                 | 108              | 18                   |
| Жінки    | 147     | 25                 | 84               | 38                   |
| Разом    | 311     | 63                 | 192              | 56                   |

## Особистості

### Народилися
- Володимир Байда (1927—1999) — український радянський діяч, шахтар, депутат Верховної Ради СРСР.

## Морочин на мапах

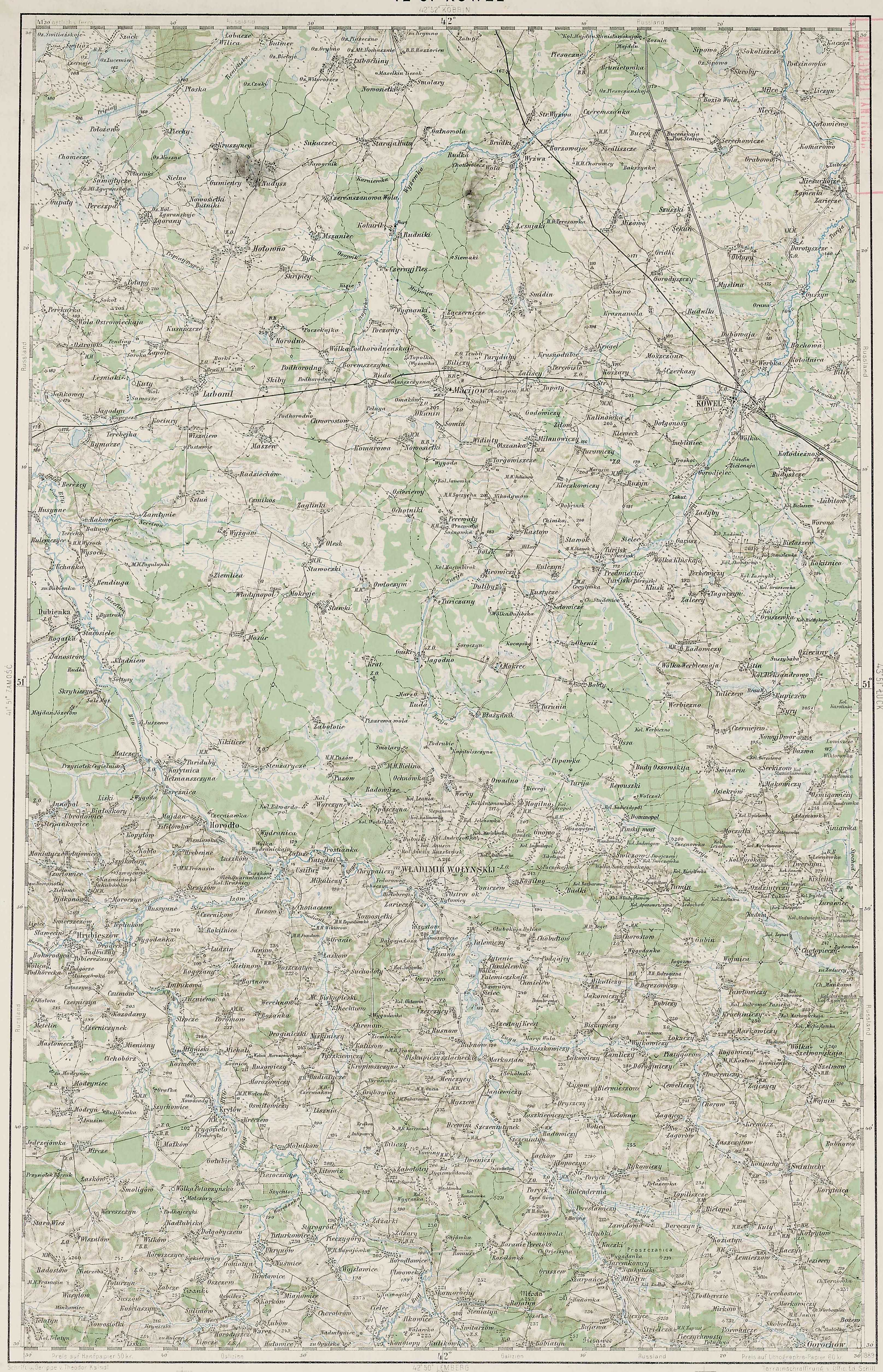
с.Морочин на військовій мапі Австро-Угорської імперії з 1889р.
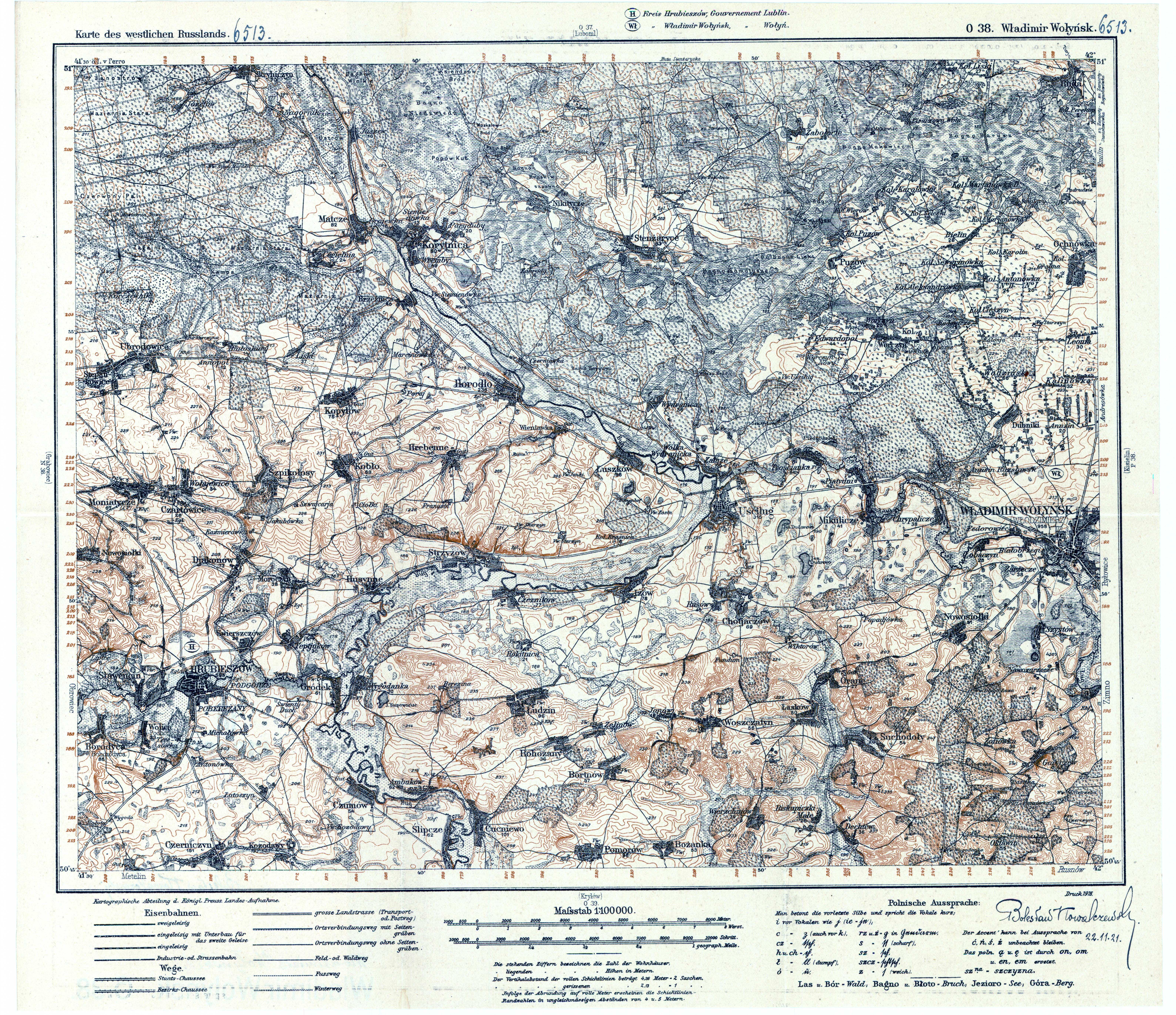
с.Морочин на німецькій військовій мапі з 1915 року
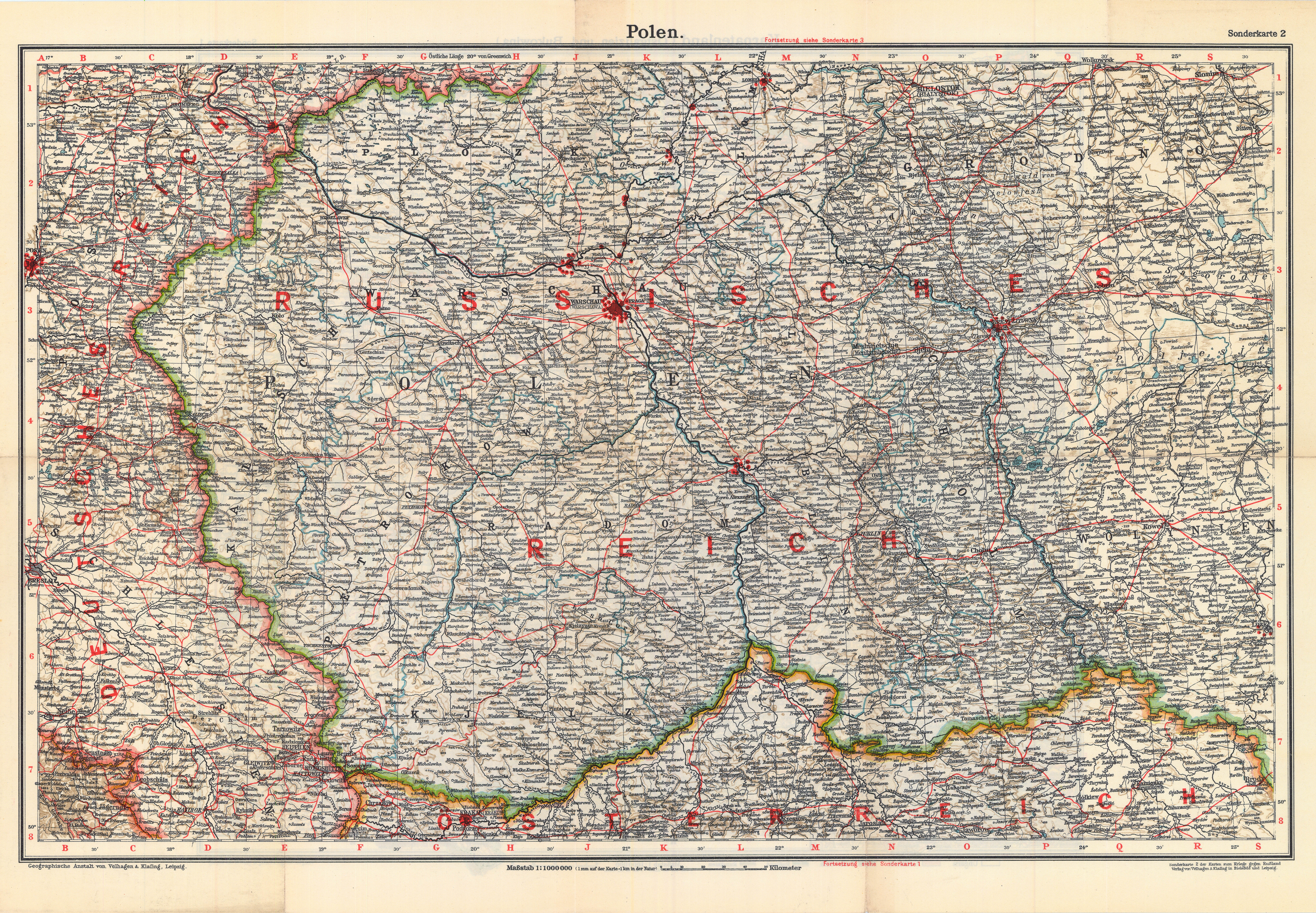
с.Морочин на військовій німецькій мапі з 1916р
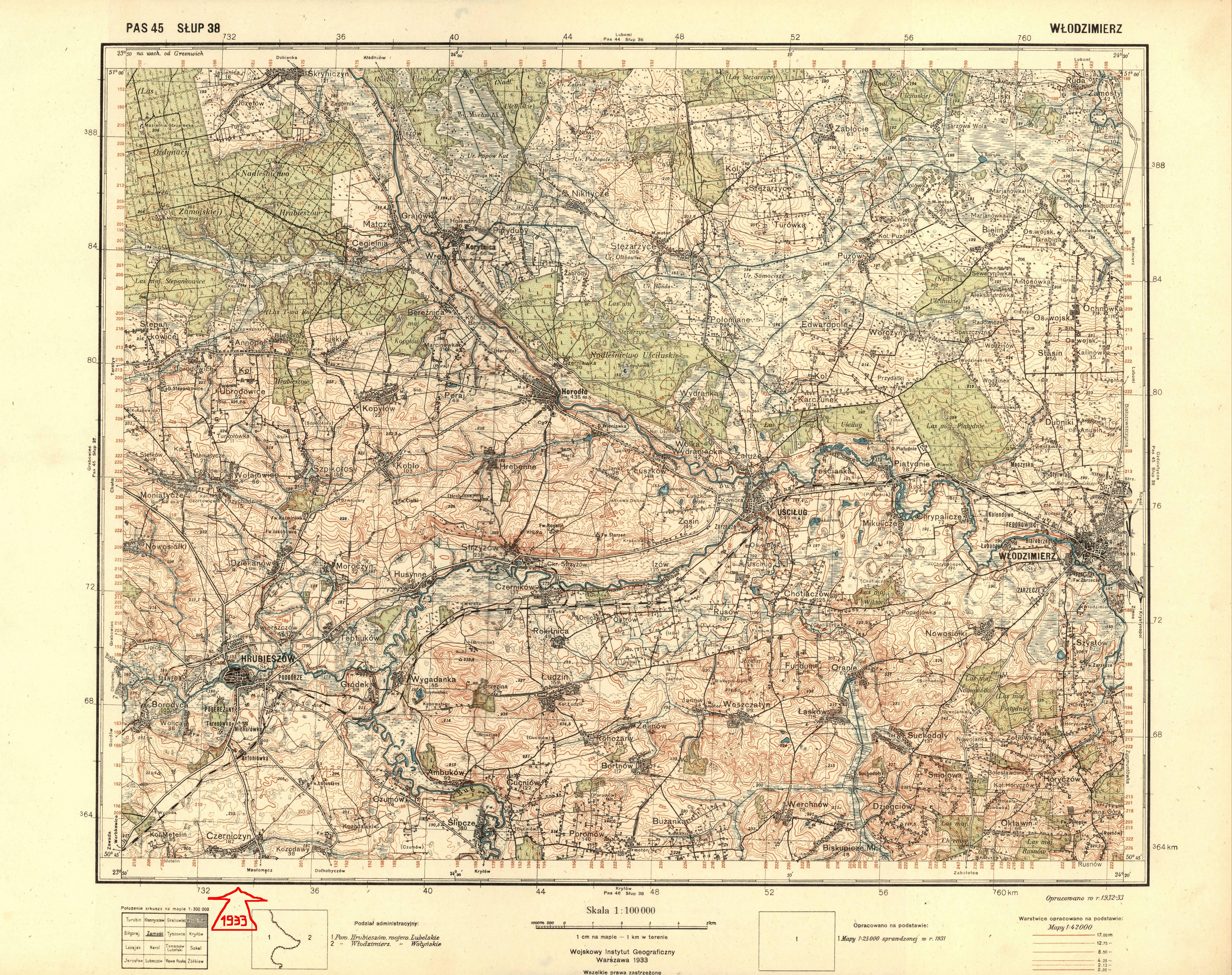
с.Морочин на мапі польського військового географічного інституту 1933р.
с.Морочин на окупаційній німецькій мапі з 1940 р.
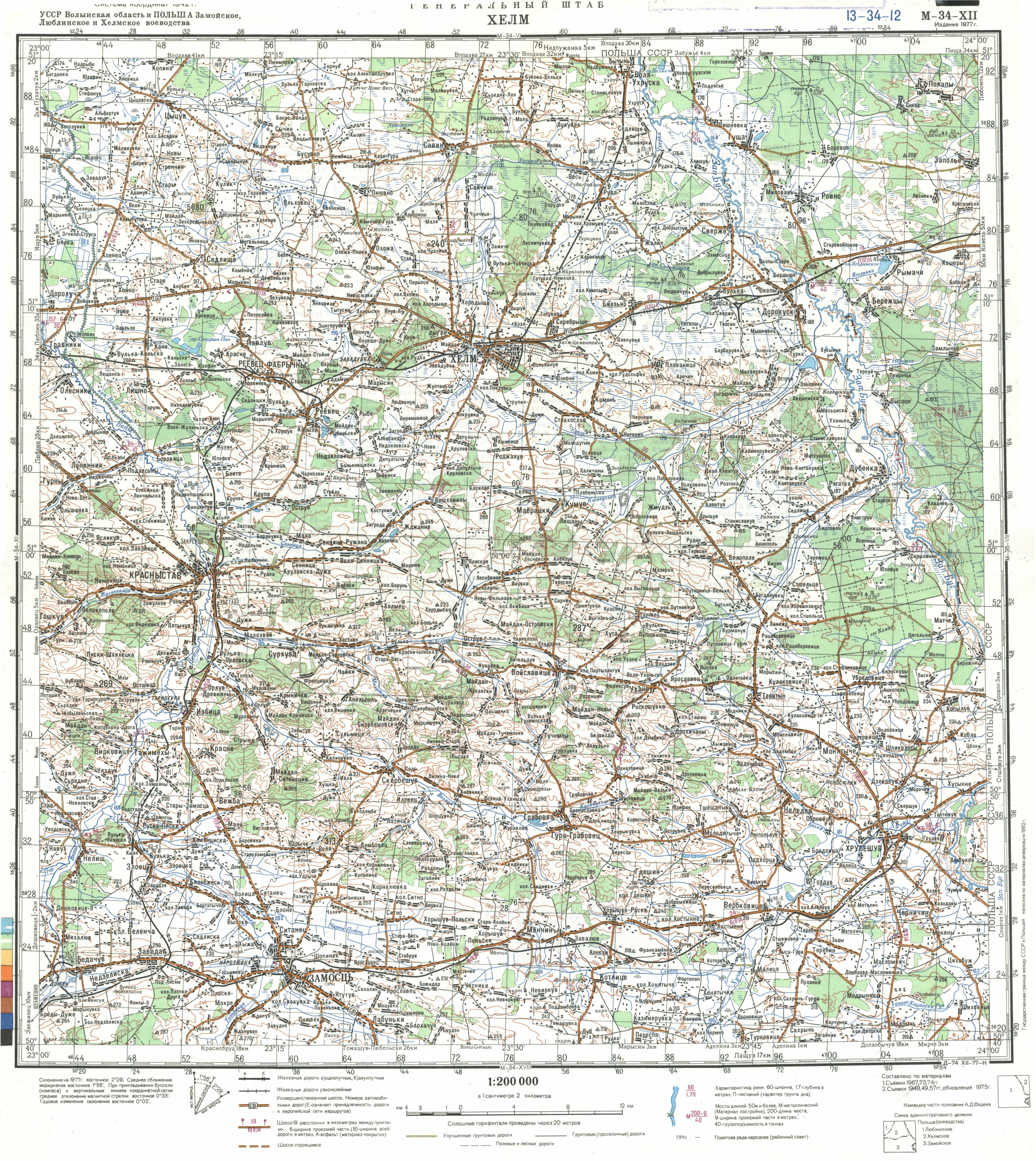
с.Морочин на мапі Генерального Штабу СРСР з 1977р.